# Cosmorhoe albomarginata
Cosmorhoe albomarginata är en fjärilsart som beskrevs av Barend J. Lempke 1950. Cosmorhoe albomarginata ingår i släktet Cosmorhoe och familjen mätare. Inga underarter finns listade i Catalogue of Life.